# Fredsgatan
Fredsgatan (LITERALMENTE Rua da Paz) - é uma conhecida rua do centro histórico de Gotemburgo na Suécia.
Tem 185 m de extensão, começando na rua Södra Hamngatan e terminando na rua Kungsgatan.
O nome desta rua rua provém do tratado de paz assinado em 1790, quando um exército dinamarquês, vindo da Noruega, esteve à beira de conquistar Gotemburgo.

A Fredsgatan foi construída após o incêndio de 1792 e o seu nome oficializado em 1796.
É uma das mais importantes artérias comerciais de Gotemburgo, merecendo destaque os seguintes estabelecimentos comerciais:
- Kompassen - galeria comercial
- Arkaden - galeria comercial
- NK Göteborg - loja de departamentos
- Mauritz Kaffe - café desde 1888
- Johanssons Skor - sapataria
- Kriss Sweden - moda feminina